# Těšínky
Těšínky jsou vesnice v okrese Kolín a část obce Ratboř. Nachází se asi 2,5 kilometru jižně od Ratboře. Vesnicí prochází silnice I/2. V roce 2011 zde bylo evidováno 29 adres.

## Historie
První písemná zmínka o vesnici pochází z roku 1787.

## Fotogalerie

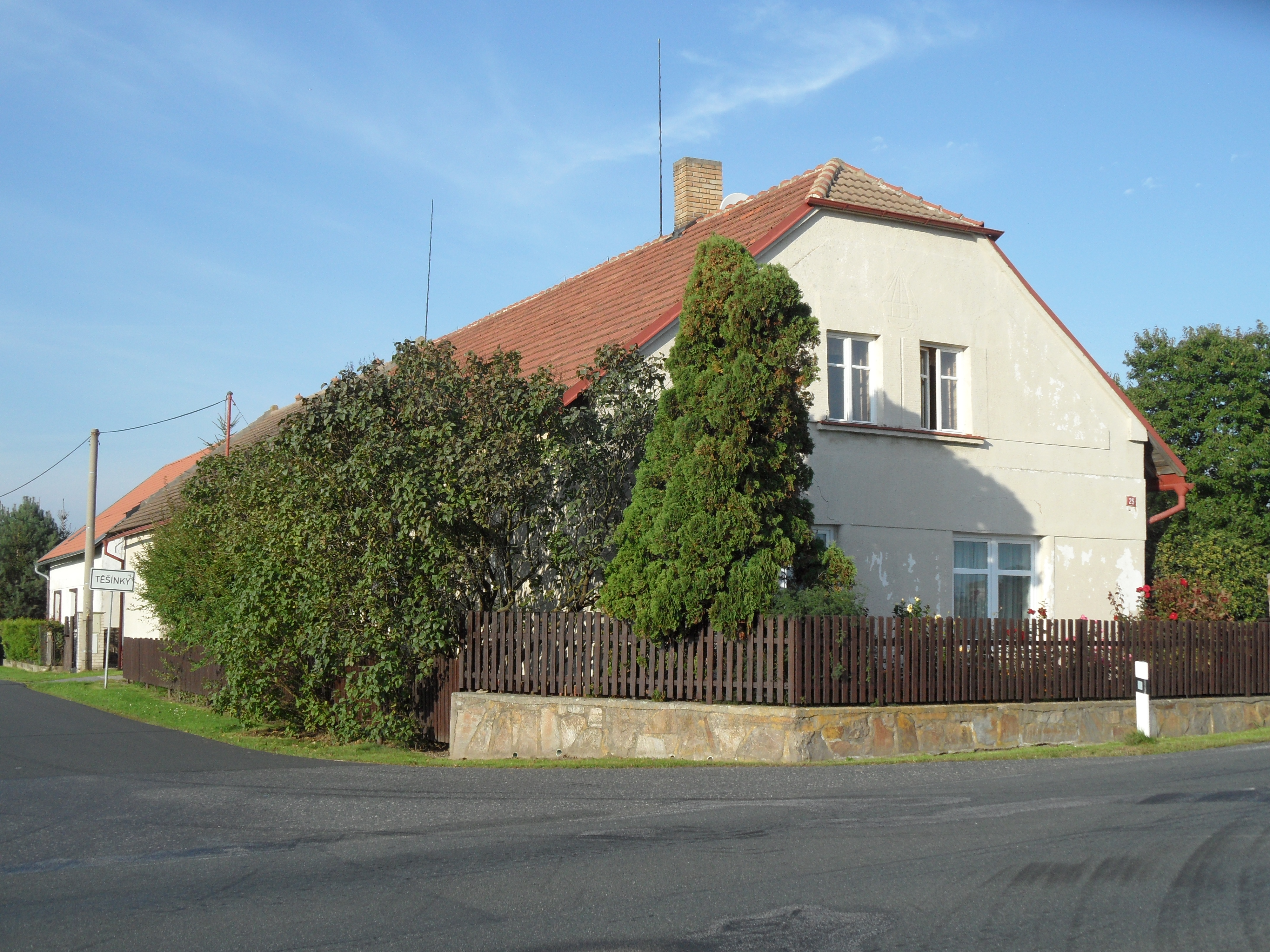
Dům u křižovatky
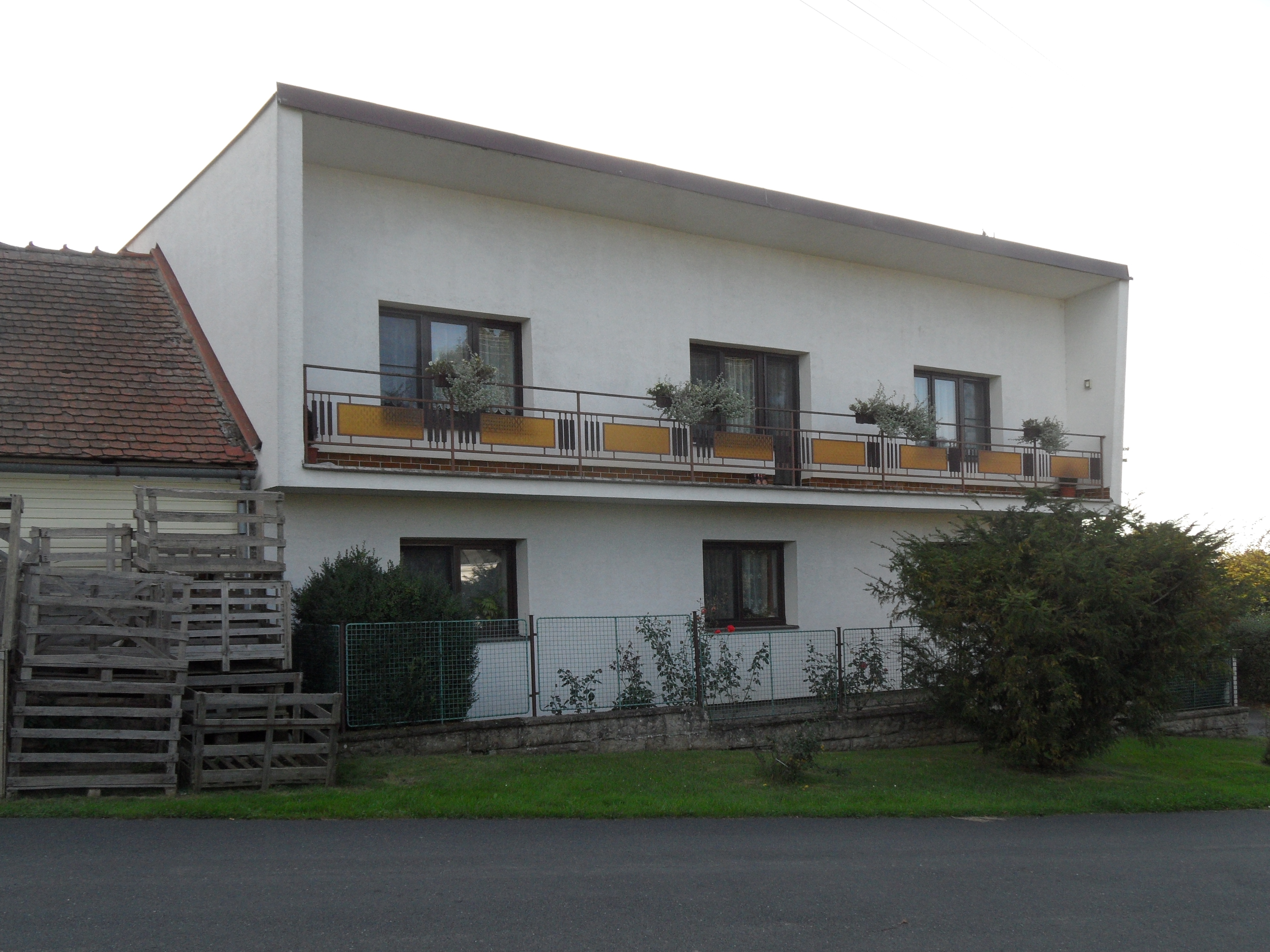
Rodinný dům
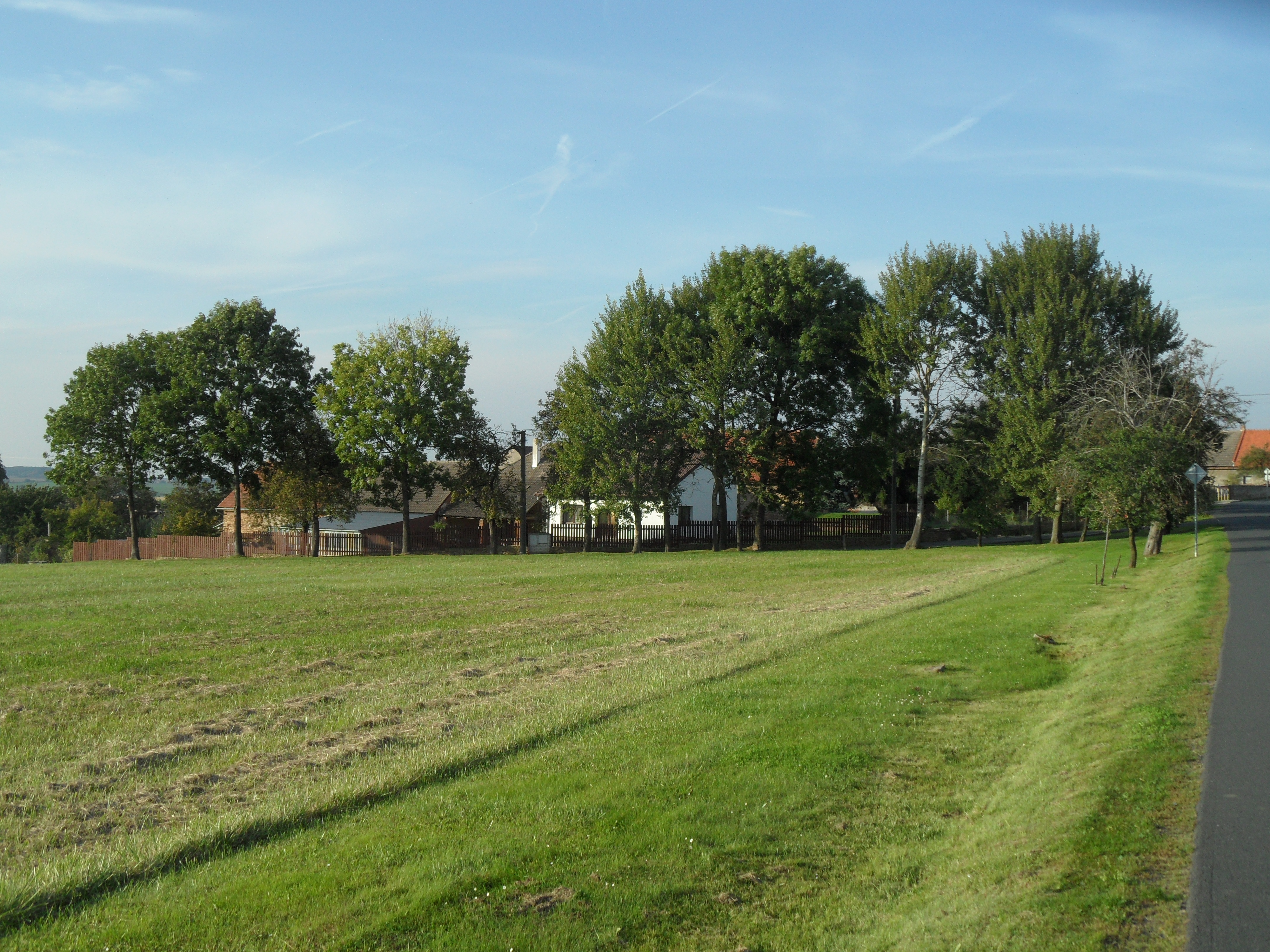
Pohled na severozáp. část obce
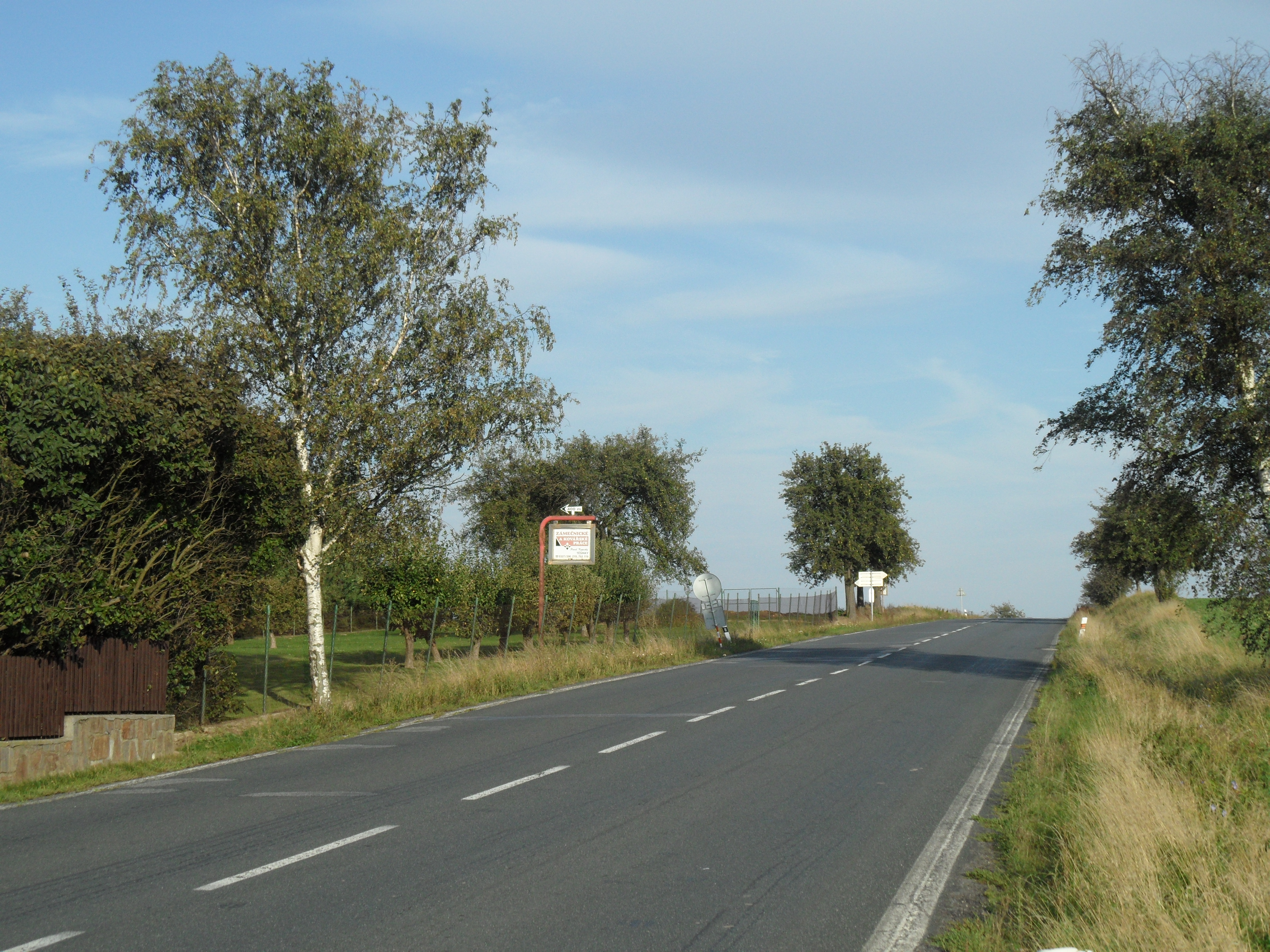
Silnice I/2 v obci